# Isola Gallinara
Isola Gallinara este o arie protejată (arie specială de conservare — SAC, sit de importanță comunitară — SCI) din Italia întinsă pe o suprafață de 10 ha, din care 1 % marine.

## Localizare
Centrul sitului Isola Gallinara este situat la coordonatele 44°01′32″N 8°13′34″E / 44.025556°N 8.226111°E.

## Înființare
Situl Isola Gallinara a fost declarat sit de importanță comunitară în iunie 1995 pentru a proteja 1 specie de plante și 39 de specii de animale. Situl a fost protejat și ca arie specială de conservare în aprilie 2017.

## Biodiversitate
Situată în ecoregiunea mediteraneană, aria protejată conține 10 habitate naturale: Vegetație anuală la limita mareei, Păduri de Quercus ilex și Quercus rotundifolia, Recifuri, Peșteri inaccesibile publicului, Tufărișuri termo-mediteraneene și de pre-deșert, Peșteri marine scufundate complet sau parțial, Faleze cu vegetație de Limonium spp. endemic de pe coastele mediteraneene, Formațiuni scunde de Euphorbia în apropierea falezelor, Pante stâncoase calcaroase cu vegetație casmofită, Pseudostepă cu ierburi și specii anuale de Thero-Brachypodietea.
La baza desemnării sitului se află mai multe specii protejate:
- plante (1): Campanula sabatia
- păsări (39): lăstunul mare (Apus apus), Apus pallidus, caprimulg (Caprimulgus europaeus), sticlete (Carduelis carduelis), florinte (Chloris chloris), dumbrăveancă (Coracias garrulus), cioară neagră (Corvus corone), prepeliță (Coturnix coturnix), cuc (Cuculus canorus), egretă mică (Egretta garzetta), măcăleandru (Erithacus rubecula), șoim călător (Falco peregrinus), vânturel roșu (Falco tinnunculus), muscar negru (Ficedula hypoleuca), cinteză (Fringilla coelebs), sfrâncioc cu cap roșu (Lanius senator), Larus argentatus, pescăruș râzător (Larus ridibundus), prigoare (Merops apiaster), stârc de noapte (Nycticorax nycticorax), Phalacrocorax aristotelis desmarestii, codroș de munte (Phoenicurus ochruros), codroșul de pădure (Phoenicurus phoenicurus), pitulice de munte (Phylloscopus collybita), pitulice-fluierătoare (Phylloscopus trochilus), brumăriță de pădure (Prunella modularis), Ptyonoprogne rupestris, aușel sprâncenat (Regulus ignicapilla), aușel cu cap galben (Regulus regulus), cănăraș (Serinus serinus), silvie cu cap negru (Sylvia atricapilla), silvie de câmp (Sylvia communis), silvie mediteraneană (Sylvia melanocephala), silvie de tufiș (Sylvia undata), fluturașul de stâncă (Tichodroma muraria), pănțărușul (Troglodytes troglodytes), mierlă (Turdus merula), sturz-cântător (Turdus philomelos), pupăză (Upupa epops)

Pe lângă speciile protejate, pe teritoriul sitului au mai fost identificate 23 de specii de plante, 4 specii de nevertebrate, 4 specii de reptile.